# جان استاین‌بک
جان ارنست استاین‌بک جونیور (به انگلیسی: John Ernst Steinbeck, Jr.) (زاده ۲۷ فوریه ۱۹۰۲ – درگذشته ۲۰ دسامبر ۱۹۶۸) که در منابع فارسی بیشتر با نام جان اشتاین‌بک شناخته می‌شود، یکی از شناخته شده‌ترین و پرخواننده‌ترین نویسندگان قرن بیستم آمریکا، برندهٔ نوبل ادبیات و همچنین یکی از مهم‌ترین نمایندگان مکتب ادبی ناتورالیسم می‌باشد. از بهترین آثارش می‌توان به خوشه‌های خشم (۱۹۳۹) اشاره کرد.

## زندگی

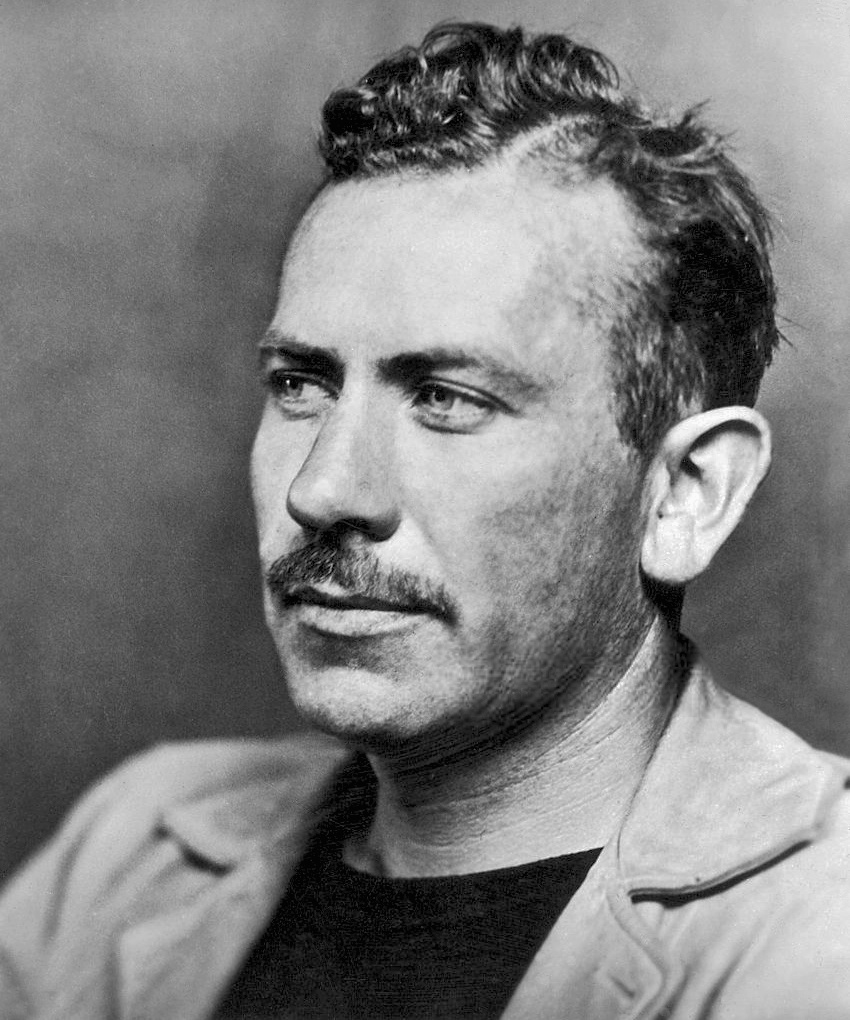
۱۹۳۹

جان استاین‌بک به سالِ ۱۹۰۲ در کالیفرنیا به‌دنیا آمد. پدرش خزانه‌دار و مادرش آموزگار بود. پس از تحصیل ادبیات انگلیسی در دانشگاه استنفورد، در سال ۱۹۲۵ بی‌آنکه دانشنامه‌ای دریافت کرده باشد دانشگاه را رها کرد و به نیویورک رفت. در این شهر خبرنگاری کرد و پس از دو سال به کالیفرنیا برگشت. مدتی به عنوان کارگر ساده، متصدی داروخانه، میوه‌چین و … به کار پرداخت و به همین سبب با مشکلات برزگران و کارگران آشنا شد. پس از آن پاسبانی خانه‌ای را پذیرفت و در این زمان وقت کافی برای خواندن و نوشتن پیدا کرد. زمانی که جهان به‌سرعت به سمت مدرنیسم پیش می‌رفت و ادوات جدید کشاورزی جایگزین بیل و گاوآهن می‌شد، او در اندیشهٔ غم و درد و رنج آنان بود. نخستین اثرش جام زرین را در سال ۱۹۲۹ نوشت. نگاه انسان‌دوستانه و دقیق او به جهان پیرامون و چهرهٔ رنج‌کشیدهٔ خودش سبب درخشش او در نوشتن آثاری چون موش‌ها و آدم‌ها و خوشه‌های خشم شد.

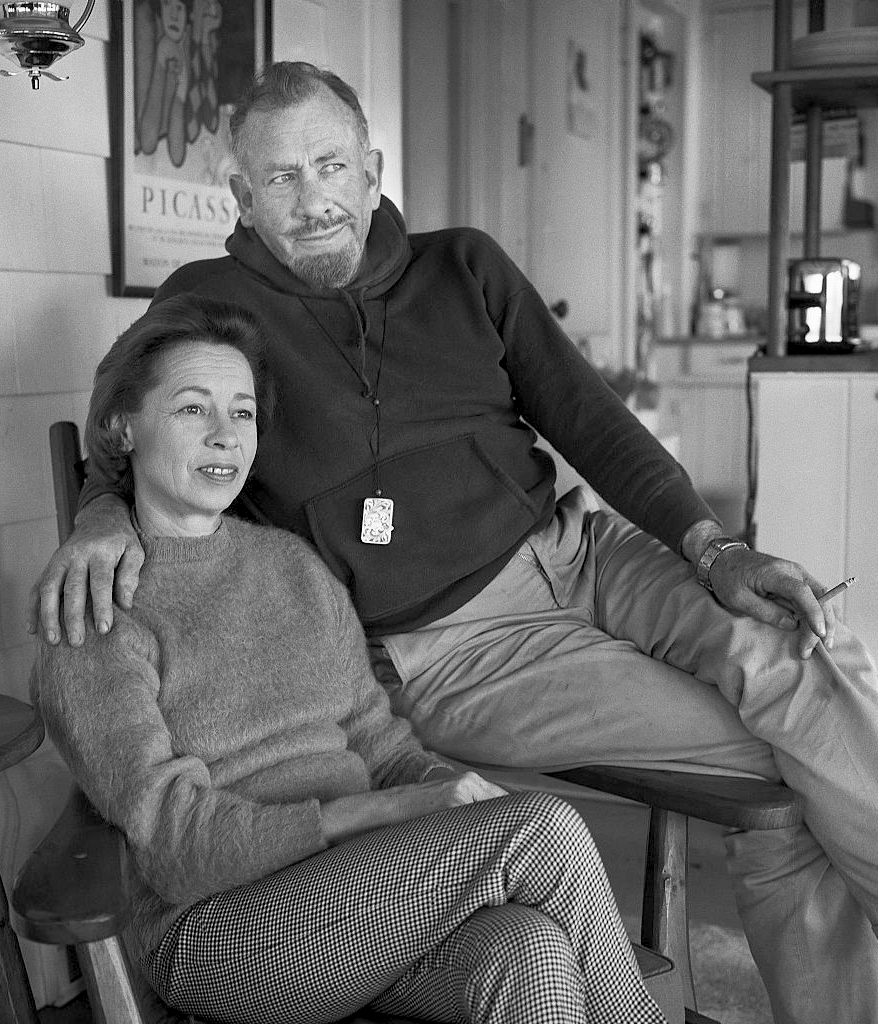
همراه با همسرش ۱۹۵۰

خوشه‌های خشم او در سال ۱۹۳۹ منتشر شد و جایزه پولیتزر را از آن خود کرد. استاین‌بک به سبب خلق این آثارش جایزهٔ نوبل سال ۱۹۶۲ را برد. از نوشته‌های دیگر او به چمنزارهای بهشتی، به خدایی ناشناس، تورتیلافلت، دره دراز، ماه پنهان است، دهکدهٔ ازیادرفته، کره اسب کَهَر، شرق بهشت، مروارید و پنجشنبهٔ شیرین می‌توان اشاره کرد.
استاین‌بک در سال ۱۹۶۲ برنده جایزهٔ نوبل ادبیات شد. مشهورترین آثار او موش‌ها و آدم‌ها (۱۹۳۷) و کتاب برنده جایزه پولیتزر، خوشه‌های خشم (۱۹۳۹) هستند که هردو نمونه‌هایی از زندگی طبقه کارگر آمریکا و کارگران مهاجر در دوره رکود بزرگ هستند.

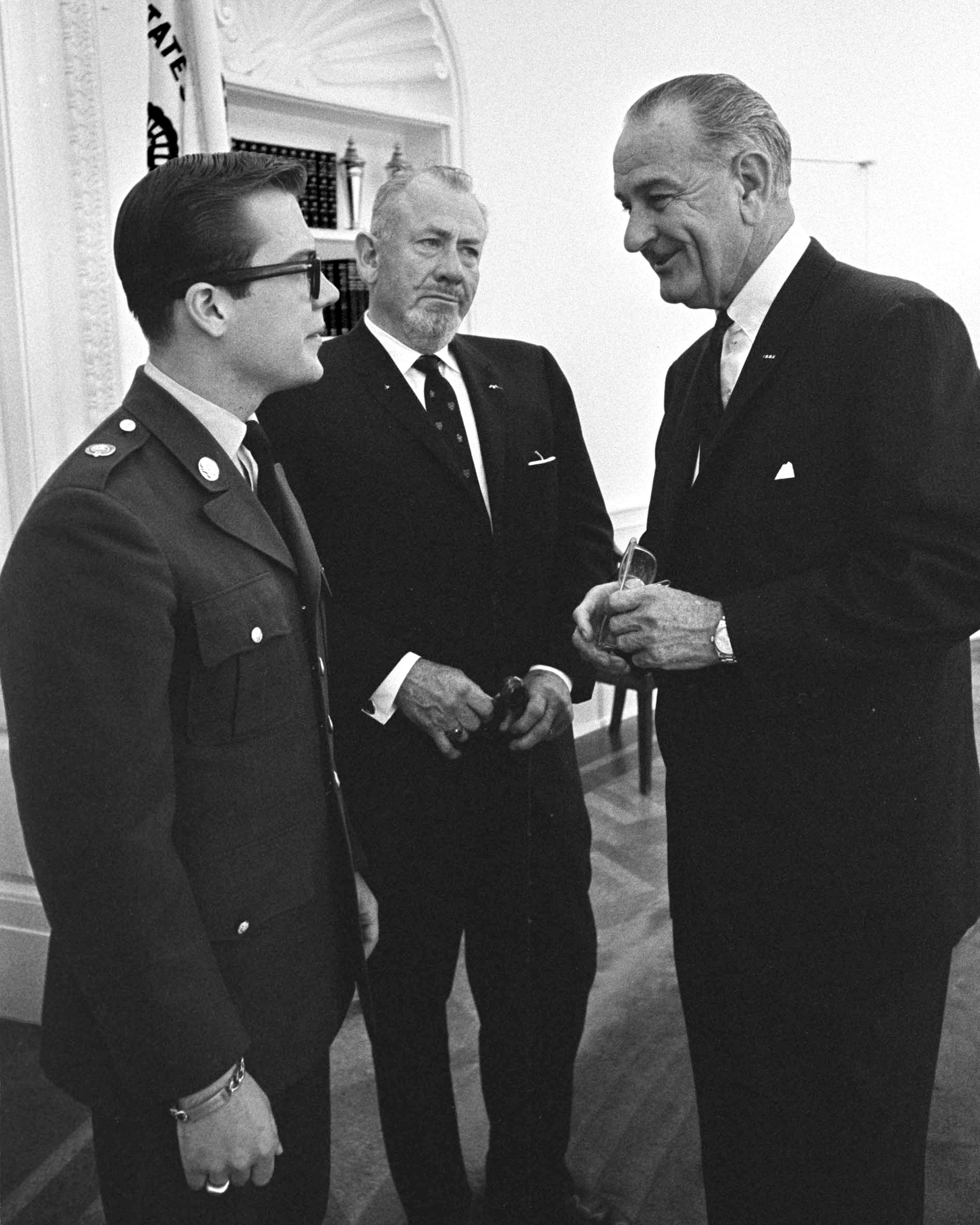
جان استاین بک همراه با پسر ۱۹ ساله و دوستش لیندون بی. جانسون رئیس‌جمهوری آمریکا در دفتر بیضی، جان جونیور به زودی برای انجام وظیفه به ویتنام می‌رود. ۱۶ مه ۱۹۶۶

البته وی در اواخر عمر همانند جرج اورول از مواضع چپ خود اظهار ندامت کرده و از جنگ آمریکا در ویتنام علیه حکومت کمونیستی آن نیز پشتیبانی کرد. حتی خود به ویتنام رفته و به قول خود از «عملیات قهرمانانه» سربازان آمریکایی گزارش تهیه می‌کرد. جی پارینی، نویسندهٔ زندگی‌نامهٔ او، می‌گوید دوستی استاین‌بک با رئیس‌جمهور لیندون بی. جانسون دیدگاه او را در خصوص جنگ ویتنام تحت تأثیر قرار داد.

## کتابشناسی
| عنوان                            | سال  | دسته |
| -------------------------------- | ---- | ---- |
| جام زرین                         | ۱۹۲۹ |      |
| چمنزارهای بهشت                   | ۱۹۳۲ |      |
| اسب قرمز                         | ۱۹۳۳ |      |
| به خدایی ناشناخته                | ۱۹۳۳ |      |
| تورتیلا فلت                      | ۱۹۳۵ |      |
| در نبردی مشکوک / محصول توفانی    | ۱۹۳۶ |      |
| موش‌ها و آدم‌ها                    | ۱۹۳۷ |      |
| دره طویل                         | ۱۹۳۸ |      |
| خون آنها قوی است                 | ۱۹۳۸ |      |
| خوشه‌های خشم                      | ۱۹۳۹ |      |
| دهکده فراموش شده                 | ۱۹۴۱ |      |
| ماه پنهان است                    | ۱۹۴۲ |      |
| راسته کنسروسازی                  | ۱۹۴۵ |      |
| اتوبوس سرگردان                   | ۱۹۴۷ |      |
| مروارید                          | ۱۹۴۷ |      |
| آتش درخشان                       | ۱۹۵۰ |      |
| زنده‌باد زاپاتا!                  | ۱۹۵۲ |      |
| شرق بهشت                         | ۱۹۵۲ |      |
| پنجشنبه شیرین                    | ۱۹۵۷ |      |
| سلطنت کوتاه پیپین چهارم :یک ساخت | ۱۹۵۷ |      |
| یکبار جنگی رخ داد                | ۱۹۵۸ |      |
| زمستان نارضایتی ما               | ۱۹۶۱ |      |
| سفر با چارلی: در جستجوی آمریکا   | ۱۹۶۲ |      |
| آمریکا و آمریکایی‌ها              | ۱۹۶۶ |      |

## ترجمه به فارسی
آثار متعددی از جان استاین‌بک به زبان فارسی ترجمه شده و با مشخصات زیر به چاپ رسیده است:
- اس‍ت‍ای‍ن‌ب‍ک، ج‍ان، اتوبوس سرگردان، ترجمهٔ سعید ایمانی؛ ویرایش غلامحسین سالمی، ت‍ه‍ران: بی‌نا‏‫، ۱۳۴۴؛ تهران: انتشارات نگاه‏‫، ۱۳۹۸. ‬
- اس‍ت‍ای‍ن‌ب‍ک، ج‍ان، ‏آرتور شاه و دلاوران میزگرد، ترجمهٔ محمدرضا جعفری، تهران: فرهنگ نشر نو، ‏‫۱۳۹۸؛ ت‍رج‍مهٔ اب‍راه‍ی‍م اق‍ل‍ی‍دی، ت‍ه‍ران‏‫: ش‍ه‍ر ک‍ت‍اب، ه‍رم‍س (ک‍ی‍م‍ی‍ا)‬‏‫، ۱۳۷۹. ‬
- اس‍ت‍ای‍ن‌ب‍ک، ج‍ان، ‏سلطنت کوتاه پپین چهارم، ترجمهٔ حمید الیاسی، تهران: امیرکبیر‏‫‏، ‏‫‏۱۳۶۱؛ ترجمهٔ شهلا طهماسبی، تهران: گل‌آذین، ‏‫۱۳۹۳. ‬
- اس‍ت‍ای‍ن‌ب‍ک، ج‍ان، ل‍ه‍ی‍ب س‍وزان‌، ت‍رج‍مهٔ م‍ح‍م‍ود ف‍خ‍رداع‍ی، ت‍ه‍ران: امیر کبیر، کتاب‌های جیبی: مؤسسهٔ انتشارات فرانکلین‏‫، ۱۳؛ ‏آتش فروزان، ترجمهٔ مرضیه خسروی، تهران: روزگار‏‫، ۱۳۹۲؛ آتش درخشان، ترجمهٔ سکوت، مشهد: مروج‏‫، بی‌تا؛ ترجمهٔ اسدالله امرایی، تهران: افق، ‏‫۱۳۹۸‬.
- اس‍ت‍ای‍ن ب‍ک، ج‍ان ارن‍س‍ت، س‍ی‍ب س‍وزان‌، ت‍رج‍مهٔ م‍ح‍م‍ود ف‍خ‍رداع‍ی، ت‍ه‍ران.
- اس‍ت‍ای‍ن‌ب‍ک، ج‍ان، ‏اس‍ب س‍رخ‌، ت‍رج‍مهٔ م‍ه‍دی اف‍ش‍ار، تهران: اک‍ب‍ات‍ان‏‫، ۱۳۵۳؛ ت‍رج‍مهٔ س‍ی‍روس طاه‍ب‍از، تهران: سازمان کتاب‌های جیبی: مؤسسهٔ انتشارات فرانکلین‏‫، ۱۳۴۱؛ ترجمهٔ شهرزاد بیات‌موحد، تهران: انتشارات ناژ‏، ۱۳۹۶؛ ترجمهٔ منیره ذوالفقاری، تهران: پر، یمام‏‫، ۱۳۹۸؛ کره اسب سرخ، ترجمهٔ غلامحسین اعرابی و نرگس رزاق‌پرست، تهران: انتشارات بهنود‏‫، ‏‫۱۳۹۸. ‬‬
- اس‍ت‍ای‍ن‌ب‍ک، ج‍ان، اس‍ب س‍رخ، م‍رواری‍د، درهٔ دراز، ت‍رج‍مهٔ س‍ی‍روس طاه‍ب‍از، ت‍ه‍ران: ام‍ی‍رک‍ب‍ی‍ر، ک‍ت‍اب‌ه‍ای ج‍ی‍ب‍ی‏‫: مؤسسهٔ انتشارات فرانکلین‬‏‫، ۱۳۵۴. ‬‬
- اس‍ت‍ای‍ن‌ب‍ک، ج‍ان، ‏ب‍اب‍اب‍زرگ‌، ت‍رج‍مهٔ س‍ی‍روس رام‍ت‍ی‍ن، ت‍ه‍ران‏‫: چاپخانهٔ مسعود سعد، ۱۳۴۰‬‏‫. ‬‬
- اس‍ت‍ای‍ن‌ب‍ک، ج‍ان، ب‍ه‍. خ‍دای ن‍اش‍ن‍اخ‍ت‍ه‌، ت‍رج‍مهٔ م‍ح‍م‍د م‍ع‍ی‍ن‍ی، ت‍ب‍ری‍ز: ت‍لاش‏‫، ۱۳۶۸؛ ت‍رج‍مهٔ ن‍ازی‍لا داوری‌دول‍ت‌آب‍ادی، اص‍ف‍ه‍ان: ن‍ش‍ر ب‍ی‍س‍ت‏‫، ۱۳۸۰؛ ترجمهٔ شهرزاد لولاچی، تهران: افق‏‫، ۱۳۹۹؛ ترجمهٔ مرضیه خسروی، تهران: روزگار، ‏‫۱۳۹۳؛ ب‍ه‍. خ‍دای ن‍اش‍ن‍اس‌، ت‍رج‍مهٔ ع‍ل‍ی م‍ن‍ی‍ری، ک‍رج: در دان‍ش ب‍ه‍م‍ن‏‫، ۱۳۸۵. ‬
- اس‍ت‍ای‍ن‌ب‍ک، ج‍ان، ‏ت‍ورت‍ی‍لاف‍ل‍ت‌، ت‍رج‍مهٔ م‍ح‍م‍دع‍ل‍ی ص‍ف‍ری‍ان و ص‍ف‍در ت‍ق‍ی‌زاده، تهران: نشر اندیشه: مؤسسهٔ انتشارات فرانکلین‏، ۱۳۵۳. ‬
- اس‍ت‍ای‍ن‌ب‍ک، ج‍ان، ‏جام زرین، ترجمهٔ خشایار قائم‌مقامی، تهران: امیرکبیر، ‏‫۱۳۹۴؛ جام زرین: زندگی سرهنری مورگان، دزد دریایی، با ارجاع‌های گه‌گاه به تاریخ، ترجمهٔ ثمین نبی‌پور، تهران: نشر افق‏‫، ۱۴۰۳. ‬
- اس‍ت‍ای‍ن‌ب‍ک، ج‍ان، ‏جنایت، ترجمه مهرداد وثوقی، تهران: ققنوس، ‏‫۱۳۹۸؛ گل‌های داوودی، ترجمهٔ فرزانه مظفری، تهران: کتابسرای تندیس، ۱۳۹۰.
- اس‍ت‍ای‍ن‌ب‍ک، ج‍ان، ش‍رق ب‍ه‍ش‍ت‌، ت‍رج‍مهٔ ب‍ه‍رام م‍ق‍دادی، ت‍ه‍ران: ب‍ام‍داد‏‫، ۱۳۶۱؛ ت‍رج‍مهٔ پ‍روی‍ز ش‍ه‍دی، ت‍ه‍ران: گ‍ه‍ب‍د‏‫، ۱۳۸۴؛ ترجمهٔ کیومرث پارسای، تهران‏‫: روزگار‏‫، ۱۳۸۹؛ ترجمهٔ شهناز کمیلی‌زاده، تهران: انتشارات ناژ‏‫، ۱۳۹۷. ‮‬
- اس‍ت‍ای‍ن‌ب‍ک، ج‍ان، ‏خ‍وش‍ه‌ه‍ای خ‍ش‍م‌، ت‍رج‍م‍ه‍. ش‍اه‍رخ م‍س‍ک‍وب و ع‍ب‍دال‍رح‍ی‍م اح‍م‍دی،  ‏‫تهران‬‏‫: امیرکبیر‬‏‫، ‏‫‏۱۳۴۶؛ ت‍رج‍مهٔ ع‍ب‍دال‍ح‍س‍ی‍ن ش‍ری‍ف‍ی‍ان، تهران: ب‍زرگ‍م‍ه‍ر‏‫، ۱۳۶۸؛ ت‍رج‍مهٔ اح‍م‍د طاه‍رک‍ی‍ش، مشهد: ارسطو‏‫، ۱۳۵۷؛ ترجمهٔ غلامرضا اسکندری، تهران: نشر به‌سخن: انتشارات ‏‫مجید، ‏‫۱۳۹۵؛ ترجمهٔ سیمین تاجدینی، تهران: آتیسا‏‫، ‏‫۱۳۹۸؛ ترجمهٔ محمدصادق شریعتی، تهران: گویش نو‏‫، ۱۳۸۶؛ ترجمهٔ سعید دوج، تهران: روزگار‏‫، ‏‫۱۳۹۷؛ ترجمهٔ محمد جوادی، تهران: نشر چشمه‏‫، ۱۴۰۲. ‬ نسخه‌های تلخیص‌شده: تلخیص و ترجمهٔ مصطفی جمشیدی، تهران: امیرکبیر، کتاب‌های جیبی‏‫، ۱۳۸۹؛ گردآوری و تلخیص گروه مترجمان انتشارات همشهری، تهران: روزنامهٔ همشهری‏‫، ۱۳۸۷؛ خلاصه و تحلیل از گروهی از دانش‌آموختگان دانشگاه هاروارد، ترجمهٔ مجید مصطفوی، تهران: روزنه‌کار، ‏‫۱۴۰۳. ‬
- اس‍ت‍ای‍ن‌ب‍ک، ج‍ان، ‏راستهٔ کنسروسازان، ترجمهٔ سیروس طاهباز، تهران: کتابخانهٔ ایرانهمر: فرانکلین، ۱۳۴۴؛ ترجمهٔ مرضیه خسروی، تهران: روزگار، ‏‫۱۳۹۳؛ ترجمهٔ شهرزاد بیات‌موحد، تهران: ناژ، ‏‫۱۳۹۵؛ ترجمهٔ مهرداد وثوقی، تهران: مروارید، ‏‫‏۱۳۹۲؛ ترجمهٔ سیده‌نرگس حسینی، قم: رخ مهتاب راتا‏‫، ۱۳۹۲. ‬
- اس‍ت‍ای‍ن‌ب‍ک، ج‍ان، زمستان نارضایی ما، ترجمهٔ شهرزاد لولاچی، تهران: مروارید‏‫، ۱۴۰۳؛ ترجمهٔ شهناز کمیلی‌زاده، تهران: انتشارات ناژ‏‫، ۱۳۹۷. ‬
- اس‍ت‍ای‍ن‌ب‍ک، ج‍ان، س‍رب‍ل‍ن‍د، ت‍رج‍مهٔ م‍ح‍م‍د م‍ع‍ی‍ن‍ی، ت‍ب‍ری‍ز: ت‍لاش‏‫، بی‌تا.
- اس‍ت‍ای‍ن‌ب‍ک، ج‍ان، ‏م‍اه پ‍ن‍ه‍ان اس‍ت‌، ت‍رج‍مهٔ پ‍روی‍ز داری‍وش، ت‍ه‍ران: سازمان کتاب‌های جیبی: مؤسسهٔ انتشارات فرانکلین‏‫، ۱۳۴۱؛ ترجمهٔ احمد حسینی، تهران: ناژ‏‫، ۱۳۹۴؛ ترجمهٔ شهرزاد بیات‌موحد، تهران: انتشارات ماهی، ‏‫۱۳۹۴؛ نسخه‌های تلخیص‌شده: تلخیص حسن زمانی، تهران: همشهری‏‫، ۱۳۹۱. ‬
- اس‍ت‍ای‍ن‌ب‍ک، ج‍ان، در ن‍ب‍ردی م‍ش‍ک‍وک‌، ت‍رج‍مهٔ م‍ح‍م‍د ق‍اض‍ی، تهران: روای‍ت‏‫، ۱۳۷۰؛ م‍ح‍ص‍ول ت‍وف‍ان‍ی‌، ت‍رج‍مهٔ م‍ح‍م‍ود م‍ص‍وررح‍م‍ان‍ی، ت‍ه‍ران: مازیار‏‫، ۱۳۵۹. ‬
- اس‍ت‍ای‍ن‌ب‍ک، ج‍ان، م‍رگ و زن‍دگ‍ی‌ (م‍ن‍ت‍خ‍ب‍ی از ن‍وش‍ت‍ه‌ه‍ای ج‍ان اش‍ت‍ای‍ن‌ب‍ک‏‫) ت‍رج‍مهٔ س‍ی‍روس طاه‍ب‍از، ت‍ه‍ران: ام‍ی‍رک‍ب‍ی‍ر‏‫، ۱۳۴۸. ‬‬‬
- اس‍ت‍ای‍ن‌ب‍ک، ج‍ان، م‍رواری‍د، ت‍رج‍مهٔ م‍ح‍م‍دج‍ع‍ف‍ر م‍ح‍ج‍وب، ت‍ه‍ران: آرمان‏‫، ۱۳۴۹؛ ترجمهٔ سیروس طاهباز، تهران: سازمان کتاب‌های جیبی‏‫، ۱۳۴۴؛ ترجمهٔ سروش حبیبی، تهران: فرهنگ معاصر‏‫، ۱۳۹۰؛ ‭‬‬ت‍رج‍مهٔ م‍ح‍س‍ن س‍ل‍ی‍م‍ان‍ی، ت‍ه‍ران: ن‍ش‍ر اف‍ق، ۱۳۷۹؛ ترجمهٔ نفیسه غفاری‌مقدم، تهران: افق‏‫، ۱۳۹۹؛ ترج‍مهٔ ن‍ص‍رت‌ال‍ل‍ه م‍ه‍رگ‍ان، ت‍ه‍ران: م‍ن‍ص‍وری‏‫، ۱۳۷۰؛ ترجمهٔ علی پورانفر، تهران: انتشارات دبیر، ‏‫۱۳۹۸؛ ترجمهٔ مولود صفری، تبریز: فروزش‏‫، ۱۳۹۹؛ ترجمهٔ سحر رجبیان، تهران: انتشارات نارنگی‏‫، ۱۴۰۰؛ ترجمهٔ فاطمه مهرعلی، تهران: نشر آباژور‏‫، ۱۴۰۳؛ ترجمهٔ مهدی علایی‌باهر، تبریز: پروژه ترجمه حسنلو‏‫‬، ۱۳۹۹؛ ت‍رج‍مهٔ ن‍ص‍رت‌الله رئ‍ی‍س‍ی، تهران: ع‍ارف‏‫، ۱۳۶۲؛ ت‍رج‍مهٔ م‍ی‍ت‍را میرش‍ک‍ار س‍ی‍اه‍ک‍ل، تهران: انتشارات ن‍وآوران‏‫، ۱۳۷۷؛ ت‍رج‍م‍هٔ ش‍اه‍رخ ح‍ک‍م‍ت، ت‍ه‍ران: ک‍اوش‍گ‍ر‏‫، ۱۳۷۸؛ ترجمهٔ محمدصادق شریعتی و مرجان‌السادات حسینی، تهران: گویش نو‏‫، ‏‫۱۳۸۸؛ ترجمهٔ میراندا فیروزبخش، ت‍ه‍ران: بارش دانش‏‫، ‏‫۱۳۸۸؛ ترجمهٔ فرزام حبیبی، تهران: ناژ‏‫، ۱۳۹۲؛ ترجمهٔ سیده‌نرگس حسینی، قم: رخ مهتاب راتا‏‫، ۱۳۹۲؛ ترجمهٔ علیرضا قدری، تهران: انتشارات آرمان نوباوه‏‫، ۱۴۰۰؛ ترجمهٔ مریم مردانی، کرج: ارتباط برتر‏‫، ‫۱۴۰۲؛ ترجمهٔ مریم دموری‏‫، بندرعباس: زبانکدهٔ پردیس‏‫، ‏‫۱۳۹۱؛ ترجمهٔ عباس مهرپویا، تهران: همای مهر، ‏‫‬‏۱۴۰۳؛ ت‍رج‍مهٔ م‍ول‍ود ص‍ف‍ری، ت‍ب‍ری‍ز: خ‍وروش‌ف‍روزش، ۱۳۸۱؛ ت‍رج‍م‌هٔ م‍ی‍ن‍ا ص‍ف‍ری، ت‍ه‍ران: خ‍وروش، ۱۳۸۰؛ م‍رواری‍د و ت‍ات‍وی ق‍رم‍ز، ت‍رج‍مهٔ س‍ی‍روس طاه‍ب‍از، ت‍ه‍ران: ن‍گ‍اه‏‫، ۱۳۶۹؛ نسخه‌های تلخیص‌شده: تلخیص حسن زمانی، تهران: همشهری‏‫، ۱۳۹۱؛ تلخیص مصطفی جمشیدی، تهران: شرکت انتشارات علمی و فرهنگی، کتاب‌های پرندهٔ آبی، ‏‫۱۳۹۵؛ تلخیص و ترجمهٔ محسن سلیمانی، تهران: افق، ‏‫۱۳۸۷. ‬
- اس‍ت‍ای‍ن‌ب‍ک، ج‍ان، موش‌ها و آدم‌ها، ت‍رج‍مهٔ پ‍روی‍ز داری‍وش، ت‍ه‍ران: ام‍ی‍رک‍ب‍ی‍ر‏‫، ۱۳۴۰؛ ترجمهٔ سروش حبیبی، تهران: انتشارات ماهی‏‫، ۱۳۸۸؛ ت‍رج‍مهٔ داری‍وش ش‍اه‍ی‍ن، ت‍ه‍ران: زری‍ن‏‫، ۱۳۶۲؛ ترجمهٔ زهرا سلطانی‏‫، تهران: افق‏‫، ۱۴۰۲؛ ت‍رج‍مهٔ م‍ه‍دی خ‍وان‍س‍اری، تهران: پ‍گ‍اه‏‫، ۱۳۶۹؛ ترجمهٔ تیم ترجمهٔ ییلاق، قم: نسیم کوثر، ‏‫۱۴۰۲؛ ترجمهٔ نیما عصاره، تهران: هوران، ‏‫۱۴۰۳؛ ت‍رج‍مهٔ مهدی خوانساری، ت‍ه‍ران: چ‍ک‍اوک‏‫، ۱۳۶۲؛ ترجمهٔ احسان قادری، تهران: ابر سفید‏‫، ۱۳۹۳؛ ترجمهٔ مهدی افشار، تهران: نشر به‌سخن‏‫، ۱۳۹۵؛ ترجمهٔ زهره برزگر، قم: نظاره‏‫، ۱۳۹۸؛ ترجمهٔ رضا فهیمی، قم: اندیشهٔ ماندگار، ‏‫۱۴۰۲؛ ت‍رج‍م‌هٔ گ‍ل‍ب‍رگ ب‍رزی‍ن، ت‍ه‍ران: گ‍ل‍م‍ه‍ر‏‫، ۱۳۸۱؛ ترجمهٔ مینا فراهانی، تهران: فرهنگ زبان‏‫، ۱۳۸۹؛ ترجمهٔ سعید دوج، تهران: انتشارات روزگار‏‫، ۱۳۹۷؛ ترجمهٔ محمدصادق شریعتی، تهران: گویش نو‏‫، ۱۳۸۷؛ ترجمهٔ پریسا محمدی، کرج: در دانش بهمن‏‫، ۱۳۹۸؛ ترجمهٔ فرزام حبیبی‌اصفهانی، تهران: نشر هرم، ‏‫۱۳۹۵؛ ترجمهٔ فاطمه حقیقی، تهران: انتشارات پنگوئن‏‫، ۱۳۹۶؛ ترجمهٔ زهره شیشه‌چی، مشهد: انتشارات پرثوآ‏‫، ۱۳۹۷؛ ترجمهٔ رایحه معین‌فر، تهران: نشر ایجاز‏‫، ۱۳۹۸؛ ترجمهٔ رضا ستوده، تهران: انتشارات نگاه‏‫‫، ۱۳۹۹؛ ترجمهٔ مهتاب غراری، تهران: تیرگان‏‫، ‏‫۱۳۹۹؛ ترجمهٔ فرزانه کریمی، تبریز: آذربیان، ‏‫۱۴۰۳؛ ترجمهٔ مهدیار پژمان، تهران: مؤسسهٔ هونام پرتواندیشان ماز، ‏‫۱۴۰۳؛ ترجمهٔ زینب‌سادات موسوی‌معلم، قم: آستان مهر، ‏‫۱۴۰۰؛ ترجمهٔ هانیه اعیان‌منش، قم: آراستگان‏‫، ۱۴۰۲؛ ترج‍مهٔ الهام تابع‌احمدی، اص‍ف‍ه‍ان: ج‍ن‍گ‍ل‏‫، ۱۳۸۲؛ ترجمهٔ لیلا چگینی، تهران: ایرمان‏‫، ۱۴۰۲؛ ت‍رج‍مهٔ ول‍ی‌الله اب‍راه‍ی‍م‍ی‏‫، ت‍ه‍ران: نشر س‍ع‍ی‍دی‏‫، ۱۳۶۳؛ ترجمهٔ یوسف علیزاده، قم: ارمغان گیلار‏‫، ۱۴۰۲؛ ترجمهٔ ایمان قادری‬‏‫، تهران: ابر سفید‏‫، ۱۳۹۱. ‮‬

### داستان‌های کوتاه
- اس‍ت‍ای‍ن‌ب‍ک، ج‍ان، چ‍م‍ن‍زاره‍ای ب‍ه‍ش‍ت‌، ت‍رج‍مهٔ پ‍روی‍ز داری‍وش، ت‍ه‍ران: ام‍ی‍رک‍ب‍ی‍ر: مؤسسهٔ انتشارات فرانکلین‏‫، ۱۳۳۴؛ ترجمهٔ نازنین فتح‌اللهی بریس، ‏‫تهران‬‏‫: انتشارات ناژ‬‏‫‬، ۱۳۹۶؛ دشت بهشت، ترجمهٔ اسدالله امرایی، تهران: افق‏‫، ۱۳۹۷؛ سبزه‌زارهای بهشت، ترجمهٔ مهرداد وثوقی، تهران: مروارید‏‫‬، ۱۳۹۴.
- اس‍ت‍ای‍ن‌ب‍ک، ج‍ان، ‏دره دراز، ت‍رج‍مهٔ س‍ی‍روس طاه‍ب‍از، ت‍ه‍ران: امیر کبیر، کتاب‌های جیبی: مؤسسهٔ انتشارات فرانکلین‏‫، ۱۳۴۷؛ ترجمهٔ اسدالله امرایی، تهران: افق‏‫، ‏‫۱۴۰۳؛ کیفرجو (ترجمهٔ فصلی از کتاب)، ترجمهٔ علی خدادادی، تهران: سیفتال‏‫‬، ۱۴۰۰.
- اس‍ت‍ای‍ن‌ب‍ک، ج‍ان، ‏دامگه حادثه، ترجمهٔ کامران دانیال‌خسروی، تهران: انتشارات دبیر‏‫، ۱۴۰۰. ‬
- اس‍ت‍ای‍ن‌ب‍ک، ج‍ان، پنج داستان: تاتوی سرخ (شامل داستان‌های "هدیه"، "کوه‌های بزرگ"، "وعده"، "رهبر مردم"، "جونیاس مالتبی")، ترجمهٔ محمود معلم، شیراز: ادیب مصطفوی‏‫، ‏‫۱۳۹۲. ‬‬‭‬
- اس‍ت‍ای‍ن‌ب‍ک، ج‍ان، رهبر خلق، ترجمهٔ مهدی افشار، در قلب رازگو، تهران: نقش قلم، ‏‫۱۳۹۳. ‬
- اس‍ت‍ای‍ن‌ب‍ک، ج‍ان، ‏گل‌های داوودی و چند داستان دیگر، ترجمهٔ رامین باغبانیان، تهران: انتشارات خوب‏‫، ۱۴۰۲. ‬

### فیلمنامه
- اس‍ت‍ای‍ن‌ب‍ک، ج‍ان، زن‍ده ب‍اد زاپ‍ات‍ا‬‏‫!، ت‍رج‍مهٔ ک‍اظم اس‍م‍اع‍ی‍ل‍ی، ت‍ه‍ران: خ‍ات‍ون‏‫، ۱۳۶۷؛ ت‍رج‍مهٔ ه‍م‍ای‍ون ن‍وراح‍م‍ر، ت‍ه‍ران: ن‍ش‍ر ن‍ی، ۱۳۷۸.
- اس‍ت‍ای‍ن‌ب‍ک، ج‍ان، ‏دهکدهٔ فراموش‌شده (برگرفته از فیلمی به همین نام ساختهٔ الکساندر هکن‌اشمید)، ترجمهٔ یوسف نجفی‌جابلو، تبریز: انتشارات طاق‏‫، ‏‫۱۴۰۱. ‬‮‬

### غیرداستانی
- اس‍ت‍ای‍ن‌ب‍ک، ج‍ان، ‏سفر با چارلی: در جست و جوی آمریکا، ترجمهٔ نسرین ثابت‌سعیدی، تهران: انتشارات ناژ، ‏‫۱۳۹۵؛ ترجمهٔ غزاله دهیمی‌نژاد، تهران: ستاک، ‏‫۱۳۹۸؛ ترجمهٔ آرش طهماسبی، تهران: فرهنگ جاوید‏‫، ۱۳۹۱. ‬
- اس‍ت‍ای‍ن‌ب‍ک، ج‍ان، ‏دفتر وقایع روزانهٔ روسی، ترجمهٔ همایون نوراحمر، تهران: نشر قطره‏‫، ۱۳۸۹؛ سفرنامهٔ روسیه، ترجمهٔ سولماز دیانتی، تهران: انتشارات ناژ‏‫، ۱۳۹۴. ‬
- اس‍ت‍ای‍ن‌ب‍ک، ج‍ان، روزگ‍اری ج‍ن‍گ‍ی درگ‍رف‍ت‌، ت‍رج‍مهٔ م‍ح‍م‍درض‍ا پ‍ورج‍ع‍ف‍ری، ت‍ه‍ران: نشر نقره‏‫، ۱۳۶۹؛ ترجمهٔ مرضیه خسروی، تهران: روزگار‏‫، ۱۳۹۳. ‬

### دربارهٔ استاین‌بک
- گ‍ری، ج‍ی‍م‍ز، ‏ج‍ان اس‍ت‍ای‍ن‌بک، ت‍رج‍مهٔ ح‍ش‍م‍ت ک‍ام‍ران‍ی، ت‍ه‍ران: ک‍ه‍ک‍ش‍ان‏‫، ۱۳۷۴. ‬
- تیمرمن، ‏‫جان اچ. ‬، گریز: داستان‌های کوتاه جان اشتاین‌بک، ترجمهٔ الهام صیفی، تهران: ارغوان مهر‏‫‫، ۱۳۹۷. ‬‬
- ک‍وپ‍رم‍ن، اس‍ت‍ن‍ل‍ی، ن‍گ‍اه‍ی دی‍گ‍ر ب‍ر آث‍ار ب‍رج‍س‍ت‍هٔ ج‍ان اش‍ت‍ای‍ن‌ب‍ک: م‍رواری‍د، م‍وش‌ه‍ا و آدم‌ه‍ا، خ‍وش‍ه‌ه‍ای خ‍ش‍م…، ت‍رج‍مهٔ م‍ی‍ن‍ا ن‍وای‍ی، تهران: نشر ه‍رم: وزارت فرهنگ و ارشاد اسلامی، مرکز مطالعات و تحقیقات فرهنگی، دفتر مطالعات ادبیات داستانی‏‫، ۱۳۷۳. ‬